# Mémorial Charles-de-Gaulle
Il Mémorial Charles-de-Gaulle (Italiano: Memoriale Charles de Gaulle) è un monumento situato a Colombey-les-Deux-Églises nell'Alta Marna. Ripercorrendo, attraverso la persona di Charles de Gaulle (1890-1970), i principali eventi storici del XX secolo, è stato realizzato dalla Fondazione Charles-de-Gaulle e dal Consiglio generale dell'Alta Marna per un costo di 22 milioni di euro. Sostituisce il memoriale del Generale de Gaulle inaugurato il 18 giugno 1972, che fino ad allora ospitava una piccola mostra e controllava l'accesso alla monumentale Croce di Lorena.
Inaugurato ufficialmente dal presidente della Repubblica francese Jacques Chirac il 9 novembre 2006, il memoriale di Charles-de-Gaulle e la sua mostra temporanea De Gaulle-Adenauer: una riconciliazione franco-tedesca sono stati inaugurati l'11 ottobre 2008 da Nicolas Sarkozy e la cancelliera Angela Merkel, appena cinquant'anni dopo lo storico incontro alla La Boisserie tra il generale e il cancelliere Konrad Adenauer.
Il Memoriale è presieduto da Nicolas Lacroix, anche presidente del consiglio dipartimentale dell'Alta Marna.